# Yake Cuo
Yake Cuo (kinesiska: 亚克错) är en sjö i Kina. Den ligger i den autonoma regionen Tibet, i den sydvästra delen av landet, omkring 670 kilometer nordväst om regionhuvudstaden Lhasa. Yake Cuo ligger 4 905 meter över havet. Arean är 14,7 kvadratkilometer. Trakten runt Yake Cuo är ofruktbar med lite eller ingen växtlighet. Den sträcker sig 5,5 kilometer i nord-sydlig riktning, och 5,4 kilometer i öst-västlig riktning.
Genomsnittlig årsnederbörd är 305 millimeter. Den regnigaste månaden är juli, med i genomsnitt 101 mm nederbörd, och den torraste är december, med 1 mm nederbörd.